# Rio Cururu
O rio Cururu é um curso de água, afluente do rio Tapajós, no qual existem aldeias do povo mundurucu.